# 潼湖
潼湖，位于中国广东省惠州市惠城区境内，东距惠州市区约40千米，西距东莞市约50千米。潼湖地处东江和石马河交汇处形成的湖区盆地，流域内自东北经西至西南呈扇状分别注入湖区，集镇隆、陈江等10条河流，集雨面积494平方千米。现经由东岸涌和谢岗涌分别注入东江和石马河。历史上潼湖是广东省最大的淡水湖泊，在1913年，潼湖常年水域面积为24平方千米左右。过去潼湖流域内经常发生洪灾，影响两岸居民生产生活。1949年后经多次治理，现已基本能够抵御普通洪涝灾害。现潼湖湖泊面积为17.9平方千米。